# Alice Poussineau
Mary Alice Poussineau, född 17 november 1905 i Stockholm, död 30 december 2001 i Haverdal, Hallands län, var en svensk målare och tecknare.
Hon var dotter till ingenjören JA Conilton och Anna Maria Flodin-Bengtsson och gift 1933 med den franske marinflygaren Bernard Poussineau. Maken omkom dock 1935 i en olycka under tjänstgöring i Brest och lämnade Poussineau ensam med en liten dotter.
Hon studerade konst vid Högre konstindustriella skolan 1923–1928 och vid Edward Berggrens och Gottfrid Larssons Konstskola i Stockholm 1928–1929 samt vid Académie de la Grande Chaumière i Paris 1929–1932 samt studier i dekorationsmålning och dräkter för balett. Hon medverkade i Nationalmuseums utställning Unga tecknare 1939 och i samlingsutställningar med Sveriges allmänna konstförening, Föreningen Svenska Konstnärinnor och i Liljevalchs Stockholmssalonger. För Lövångers kyrka i Västerbotten utförde hon ett porträtt av kyrkoherde CW Elfgren. Hon var under några år medarbetare i den franska tidskriften Syntère som illustratör. Hennes konst består av figurmotiv och porträtt. 

### Fotnoter
1. ↑  Andreas Beyer & Bénédicte Savoy (red.), Artists of the World Online, K.G. Saur Verlag och Walter de Gruyter, 2009, 10.1515/AKL, Artists of the World konstnärs-ID: 00073505.[källa från Wikidata]
2. ↑  Sveriges dödbok 1901–2013
3. ↑  Dödsannons i Svenska Dagbladet 30 mars 1935